# Pecetto di Valenza
Pecetto di Valenza (piemontiul: Apsèj) település Olaszországban, Piemont régióban, Alessandria megyében. Lakosainak száma 1183 fő (2023. január 1.).

## Népessége
A település népessége az alábbiak az alábbiak szerint alakult:
| Lakosok száma | 1238 | 1230 | 1183 |
|               | 2017 | 2018 | 2023 |